# Channeltron
Pour les articles homonymes, voir CPM.
Un Channeltron, parfois appelé en anglais Channel PhotoMultiplier (CPM) est une sorte de  photomultiplicateur (PM).
Par rapport aux photomultiplicateurs à dynodes discrètes, il est plus simple à alimenter et plus compact.

## Fonctionnement général

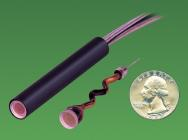
Le CPM

Le fonctionnement du CPM est semblable à celui du photomultiplicateur.
Il convertit un très faible niveau de lumière en photo-électrons par l'intermédiaire d'une photo-cathode semi-transparente. Elle est déposée à la surface de la fenêtre d'entrée. 
Lorsque les photoélectrons traversent la zone entre la cathode et l'anode, ils sont guidés et accélérés pour entrer dans le canal. Ce canal est incurvé pour que les photo-électrons frappent les parois de telle sorte qu'ils émettent un électron identique (on peut considérer ce canal comme une dynode continue). Cet événement se répète de nombreuses fois et ainsi on peut obtenir une amplification allant jusqu’à 108. 
Le matériau déposé sur les parois du canal augmente cet effet.

## Plus en détail

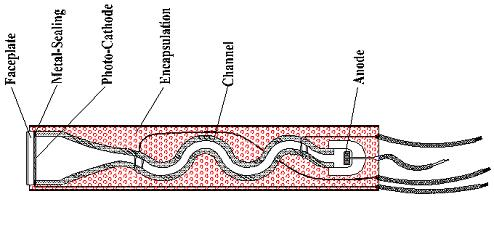
Représentation schématique du CPM en interne :
- Faceplate : Surface de protection qui sélectionne également la ou les longueurs d’onde amplifiées
- Metal-Sealing : Ce métal permet de polariser la photo-cathode afin d’accélérer les électrons à l’intérieur de la cavité
- Photo-Cathode : Convertit les photons en électrons, elle est également adaptée aux longueurs d’onde étudiées
- Encapsulation : Résine qui fige le photomultiplicateur dans son tube
- Channel : Canal incurvé qui multiplie les électrons en fonction du potentiel à ses bornes
- Anode : Elle capte les électrons et transmet les valeurs mesurées

Il fonctionne sur le même principe d'amplification par émission secondaire d'électrons.
Lorsqu'un photon percute la photocathode à l'entrée du CPM, il lui arrache un électron par effet photoélectrique. Cet électron sous l'effet du champ électrique généré par l'alimentation, va être accéléré et va entrer en collision avec les parois du CPM. L'énergie lors de cette collision est telle qu'un ou plusieurs électrons identiques sont générés. Ce phénomène ressemble à l'effet photoélectrique mais avec des électrons comme particules incidentes.
Chaque électron ricoche plusieurs fois sur la paroi de façon qu'à la sortie du CPM on peut avoir une amplification de l'énergie de l'ordre de 108. Il a en moyenne un temps de réponse de 3 ns pour un gain typique de 106 avec un courant d'obscurité de 60 pA typiquement sachant qu'il varie en fonction du gain et des longueurs d'onde étudiées.

## La mise en œuvre

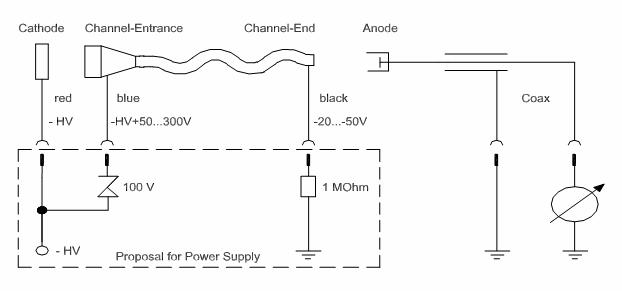
Schéma de l'alimentation du CPM

L'alimentation du Channeltron se différencie du PM à dynodes discrètes car même si les tensions demandées sont toujours importantes, le Channeltron s’alimente en 2 points seulement (+ et -).
Descriptif :
Il faut appliquer au photomultiplicateur une différence de polarisation entre la photo-cathode et le début du canal de 100 V typiquement. 
Il faut également qu'il y ait une différence de tension entre la photo-cathode et l'anode comprise entre 1000 et 3000 V. 
(C'est en faisant varier cette dernière tension que l'on fait varier l'amplification, plus la tension est importante, plus l'amplification l'est).